# Апалачко плато
Апалачкото плато (на английски: Appalachian Plateau) е северозападно предпланинско плато на Апалачите, в САЩ, разположено на територията на щатите Кентъки (24%), Пенсилвания (17%), Ню Йорк (16%), Тенеси (14%), Алабама (14%), Западна Вирджиния (13%), Вирджиния (1%) и Мисисипи (1%). Югозападната му част носи названието плато Камберланд). Простира се от югозапад на североизток на протежение от 1240 km, ширината му варира от 120 до 300 km, а площта му е 408 929 km². На югоизток граничи със силно разчленената планинска област Ридж енд Вали, а на северозапад плавно се спуска към Вътрешните равнини. Повърхността му плавно се повишава от 500 m на северозапад до 1482 m (връх Спърс Кноб) на югоизток, където придобива характер на планина (Алегейни). Цялото плато е дълбоко разчленено от долините на реки, леви притоци на река Охайо. Изградено е основно от варовици с горнопалеозойска възраст. Широко разпространение имат карстовите форми на релефа. Разработват се големи находища на каменни въглища. На платото, особено в неговата югоизточна част, много добре са се съхранили обширни участъци с широколистни гори. Районите с най-слабо разчленен релеф (предимно на запад) са земеделски усвоени.